# سورة الزخرف

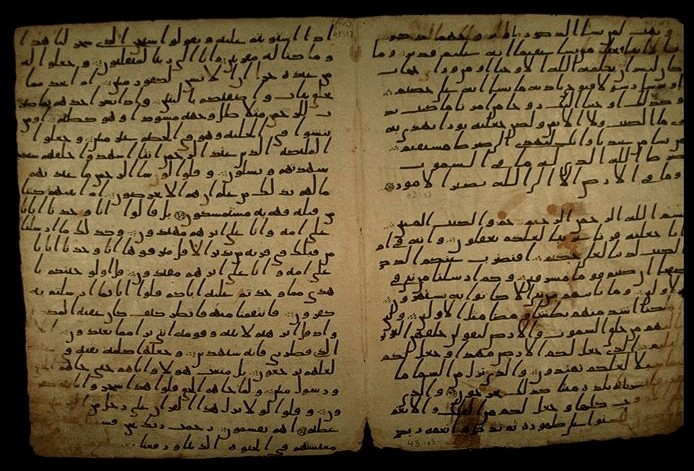
مخطوطة تظهر فيها سورة الزخرف بالخط الحجازي

سورة الزُّخْرُف سورة مكية إلا الآية 54 فهي مدنية، السورة من المثاني، آياتها 89، وترتيبها في المصحف 43، في الجزء الخامس والعشرين، بدأت بحروف مقطعة، وهي من مجموعة سور «الحواميم» التي تبدأ ﴿حم ۝١﴾ [الزخرف:1]، نزلت بعد سورة الشورى.

## أسباب النزول
1. أسباب نزول الآية (31): عن ابن عباس ، قال: لما بعث الله محمدا رسولا أنكرت العرب ذلك وقالوا: كان غير محمد أحق بالرسالة من محمد ﴿وَقَالُوا لَوْلَا نُزِّلَ هَذَا الْقُرْآنُ عَلَى رَجُلٍ مِنَ الْقَرْيَتَيْنِ عَظِيمٍ ۝٣١﴾ [الزخرف:31][2] (سورة الزخرف، الآية 31) يعنون الوليد بن المغيرة من مكة، ومسعود بن عمرو الثقفي من الطائف فأنزل الله  الآية رداً عليهم، أخرجه ابن جرير، وأخرجه ابن المنذر عن قتادة.
2. أسباب نزول الآية (57): عن ابن عباس ، أن رسول الله ﷺ قال لقريش: إنه ليس أحد يعبد من دون الله فيه خير فقالوا: ألست تزعم أن عيسى  كان نبيا وعبدا صالحا وقد عبد من دون الله؟ فأنزل الله الآية، أخرجه أحمد والطبراني.[3]

## ما تتضمنه السورة
تعرض هذه السورة جانباً مما كانت الدعوة الإسلامية تلاقيه من مصاعب وعقبات، ومن جدال واعترضات. وتعرض معها كيف كان القرآن الكريم يعالجها في النفوس، وكيف يقرر في ثنايا علاجها حقائقه وقيمه في مكان الخرافات والوثنيات والقيم الجاهلية الزائفة، التي كانت قائمة في النفوس إذ ذاك، ولايزال جانب منها قائماً في النفوس في كل مكان وزمان.
كانت الوثنية الجاهلية تقول: إن في هذه الأنعام التي سخرها الله للعباد، نصيباً لله ونصيباً لآلهتهم المدعاة: ﴿وَجَعَلُوا لِلَّهِ مِمَّا ذَرَأَ مِنَ الْحَرْثِ وَالْأَنْعَامِ نَصِيبًا فَقَالُوا هَذَا لِلَّهِ بِزَعْمِهِمْ وَهَذَا لِشُرَكَائِنَا فَمَا كَانَ لِشُرَكَائِهِمْ فَلَا يَصِلُ إِلَى اللَّهِ وَمَا كَانَ لِلَّهِ فَهُوَ يَصِلُ إِلَى شُرَكَائِهِمْ سَاءَ مَا يَحْكُمُونَ ۝١٣٦﴾.(سورة الأنعام، الآية 136)
وفي هذه السورة تصحيح لهذه الانحرافات الاعتقادية، ورد النفوس إلى الفطرة وإلى الحقائق الأولى، فالانعام من خلق الله، وهي طرف من آية الحياة، مرتبط بخلق السماوات والأرض جميعاً، وقد خلقها الله وسخرها للبشر ليذكروا نعمة ربهم عليها ويشكروها، لاليجعلوا له شركاء: ﴿لِتَسْتَوُوا عَلَى ظُهُورِهِ ثُمَّ تَذْكُرُوا نِعْمَةَ رَبِّكُمْ إِذَا اسْتَوَيْتُمْ عَلَيْهِ وَتَقُولُوا سُبْحَانَ الَّذِي سَخَّرَ لَنَا هَذَا وَمَا كُنَّا لَهُ مُقْرِنِينَ ۝١٣﴾.(سورة الزخرف، الآية 13)
وكانت الوثنية الجاهلية تقول: إن الملائكة بنات الله، ومع أنهم يكرهون مولد البنات لهم، فإنهم كانوا يختارون لله البنات! ويعبدونهم من دونه ويقولون: إننا نعبدهم بمشيئة الله ولو شاء ما عبدناهم! وكانت مجرد أسطورة ناشئة من انحراف العقيدة.
وفي هذه السورة يواجههم بمنطقهم هم، ويحاجهم كذلك بمنطق الفطرة الواضح حول هذه الأسطورة التي لا تستند إلى شيء على الإطلاق: ﴿وَجَعَلُوا لَهُ مِنْ عِبَادِهِ جُزْءًا إِنَّ الْإِنْسَانَ لَكَفُورٌ مُبِينٌ ۝١٥ أَمِ اتَّخَذَ مِمَّا يَخْلُقُ بَنَاتٍ وَأَصْفَاكُمْ بِالْبَنِينَ ۝١٦﴾.(سورة الزخرف، الآية 15- 16) ولما قيل لهم إنكم تعبدون أصناماً وأشجاراً وإنكم وما تعبدون حصب جهنم، حرفوا الكلام واتخدوا منه مادة للجدل وقالوا: مابال عيسى وقد عبده قومه؟ أهو في النار؟ ثم قالوا إن الأصنام تماثيل الملائكة والملائكة بنات الله، فنحن في عبادتنا لهم خير من عبادة النصارى لعيسى وهو بشر له طبيعة الناس!
وفي هذه السورة يكشف عن التوائهم في هذا الجدل، ويبرئ عيسى  مما ارتكبه أتباعه من بعده: ﴿وَلَمَّا ضُرِبَ ابْنُ مَرْيَمَ مَثَلًا إِذَا قَوْمُكَ مِنْهُ يَصِدُّونَ ۝٥٧ وَقَالُوا أَآلِهَتُنَا خَيْرٌ أَمْ هُوَ مَا ضَرَبُوهُ لَكَ إِلَّا جَدَلًا بَلْ هُمْ قَوْمٌ خَصِمُونَ ۝٥٨ إِنْ هُوَ إِلَّا عَبْدٌ أَنْعَمْنَا عَلَيْهِ وَجَعَلْنَاهُ مَثَلًا لِبَنِي إِسْرَائِيلَ ۝٥٩﴾.(سورة الزخرف، الآية 57- 59)
وكان الوثنيون يزعمون أنهم على ملة أبيهم إبراهيم ، وأنها ملة التوحيد الخالص، وأنهم أهدي من أهل الكتاب وأفضل عقيدة، فبين لهم في هذه السورة حقيقة ملة إبراهيم ، وأنها ملة التوحيد الخالص، وأن كلمة التوحيد باقية في عقبة وأن الرسول ﷺ قد جاءهم بها: ﴿وَإِذْ قَالَ إِبْرَاهِيمُ لِأَبِيهِ وَقَوْمِهِ إِنَّنِي بَرَاءٌ مِمَّا تَعْبُدُونَ ۝٢٦ إِلَّا الَّذِي فَطَرَنِي فَإِنَّهُ سَيَهْدِينِ ۝٢٧ وَجَعَلَهَا كَلِمَةً بَاقِيَةً فِي عَقِبِهِ لَعَلَّهُمْ يَرْجِعُونَ ۝٢٨﴾ (سورة الزخرف، الآية 26- 28) ولم يدرك الوثنيون حكمة اختيار الله  لرسوله ﷺ ووقفت في وجوههم القيم الأرضية الزائفة، وفي هذه السورة يحكي تصوراتهم وأقوالهم، ويرد عليهم ببيان القيم الحقيقية: ﴿وقالوا لولا نزل هذا القرآن على رجل من القريتين عظيم: أهم يقسمون رحمة ربك؟ نحن قسمنا معيشتهم في الحياة الدنيا، ورفعنا بعضهم فوق بعض درجات …﴾ الآية.
ثم جاء بحلقة من قصة موسى  مع فرعون يبدو فيها اعتزاز فرعون بمثل تلك القيم الزائفة وهوانها وهوان فرعون على الله ونهايته التي تنتظر المعتزين بمثل ما اعتز به: ﴿وَنَادَى فِرْعَوْنُ فِي قَوْمِهِ قَالَ يَا قَوْمِ أَلَيْسَ لِي مُلْكُ مِصْرَ وَهَذِهِ الْأَنْهَارُ تَجْرِي مِنْ تَحْتِي أَفَلَا تُبْصِرُونَ ۝٥١ أَمْ أَنَا خَيْرٌ مِنْ هَذَا الَّذِي هُوَ مَهِينٌ وَلَا يَكَادُ يُبِينُ ۝٥٢ فَلَوْلَا أُلْقِيَ عَلَيْهِ أَسْوِرَةٌ مِنْ ذَهَبٍ أَوْ جَاءَ مَعَهُ الْمَلَائِكَةُ مُقْتَرِنِينَ ۝٥٣ فَاسْتَخَفَّ قَوْمَهُ فَأَطَاعُوهُ إِنَّهُمْ كَانُوا قَوْمًا فَاسِقِينَ ۝٥٤ فَلَمَّا آسَفُونَا انْتَقَمْنَا مِنْهُمْ فَأَغْرَقْنَاهُمْ أَجْمَعِينَ ۝٥٥ فَجَعَلْنَاهُمْ سَلَفًا وَمَثَلًا لِلْآخِرِينَ ۝٥٦﴾.(سورة الزخرف، الآية 51- 56)